# Kudżuk

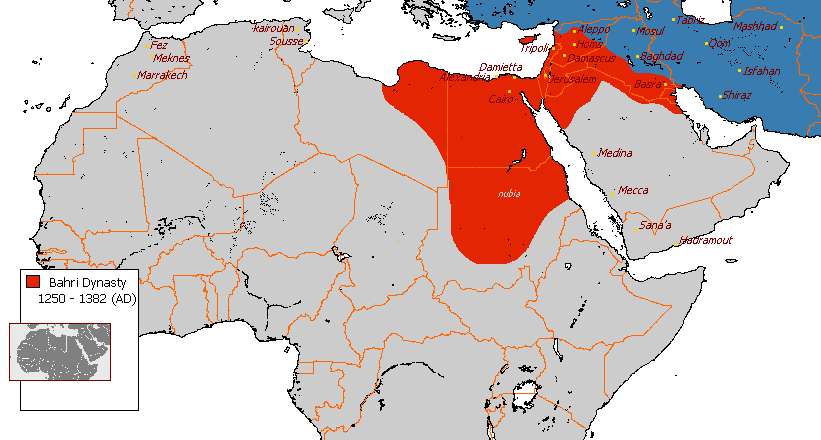
Obszar pod władaniem mameluków (czerwony)

Ala’a ad-Din Kudżuk, arab. علاءالدين كجك, imię królewskie: 'al-Malik al-Ashraf Ala’a ad-Din Kudżuk, arab.الملك الأشرف ءالدين كجك (ur. 1334 w Kairze, zm. 1345 w Kairze) – sułtan mamelucki w Egipcie w latach 1341–1342.